# Arne Dahl: Ont blod
Arne Dahl: Ont blod (en inglés: "Arne Dahl: Bad Blood"), es una película transmitida del 21 de octubre del 2012 y dirigida por Mani Maserrat Agah. Es la segunda entrega de la franquicia y forma parte de las películas de Arne Dahl.
Es una adaptación a la pantalla de la novela "Arne Dahl: Ont blod" del autor sueco Jan Arnald, quien en ocasiones firma bajo el seudónimo de "Arne Dahl" publicada en 1998.

## Historia
Un asesino en serie estadounidense conocido como "Kentucky Killer," está a bordo de un avión de Nueva York hacia Estocolmo, sin una identificación adecuada el equipo especial "Grupo A" intenta desesperadamente localizar al asesino entre los pasajeros antes de que Suecia inadvertidamente importe a su primer asesino en serie estadounidense.
Sin éxito, el asesino logra entrar a Suecia y pronto comienza una matanza, sus métodos son sangrientos y el equipo logra relacionarlos con los utilizados durante la Guerra de Vietnam. Cuando sienten que las cosas se le están saliendo de las manos, el equipo finalmente colabora con el FBI en un intento desesperado por atraparlo.

## Personajes

### Personajes principales
| Actor             | Personaje       | Ocupación                                   |
| ----------------- | --------------- | ------------------------------------------- |
| Shanti Roney      | Paul Hjelm      | Detective de la Unidad Especial "Grupo A"   |
| Matias Varela     | Jorge Chavez    | Detective de la Unidad Especial "Grupo A"   |
| Malin Arvidsson   | Kerstin Holm    | Detective de la Unidad Especial "Grupo A"   |
| Magnus Samuelsson | Gunnar Nyberg   | Detective de la Unidad Especial "Grupo A"   |
| Claes Ljungmark   | Viggo Norlander | Detective de la Unidad Especial "Grupo A"   |
| Niklas Åkerfelt   | Arto Söderstedt | Detective de la Unidad Especial "Grupo A"   |
| Irene Lindh       | Jenny Hultin    | Inspectora en Jefe de la Unidad / Detective |
| Filip Berg        | Olle Malmqvist  | -                                           |

### Personajes secundarios
| Actor                | Personaje                     | Ocupación             |
| -------------------- | ----------------------------- | --------------------- |
| Mats Blomgren        | Dan Mörner                    | -                     |
| Kristoffer Stålbrand | Lamar                         | -                     |
| Källa Bie            | Justine Lindberger            | -                     |
| Shebly Niavarani     | Erik Lindberger               | -                     |
| Lotti Törnros        | Bodil Lindberg                | -                     |
| Gustav Deinoff       | Akalla Gurra                  | -                     |
| Lars-Erik Friberg    | Lars-Erik Hassel              | -                     |
| Christer Hall        | Herman Bengtsson              | -                     |
| Frida Hallgren       | Cilla Hjelm                   | -                     |
| Bisse Unger          | Danne Hjelm                   | -                     |
| Helena Lewin         | Tina Nyberg                   | -                     |
| Victor von Schirach  | Tommy Nyberg                  | -                     |
| Anna Åström          | Tanja Nyberg                  | -                     |
| George Harris        | Ray Larner                    | -                     |
| Carl Kjellgren       | Stefan Back                   | -                     |
| Malena Laszlo        | Bea Lindholm                  | -                     |
| Philip Lithner       | Tom Berg                      | -                     |
| Joel Lundgren        | Plit                          | -                     |
| Rania Mohsen         | Fatima                        | -                     |
| Wisam Odish          | Masid                         | -                     |
| Philip Panov         | Fredrik Fast                  | -                     |
| Sanna Mari Patjas    | Astrid Olofsson               | -                     |
| Mats Qviström        | Anders Wahlberg               | -                     |
| Stephen Rappaport    | Steve Garner                  | -                     |
| Mohamed Said         | Mehmet                        | -                     |
| Mahmut Suvakci       | Andreas Gallano               | -                     |
| Bo Svenson           | Wayne Jennings / Daniel Brink | -                     |
| Jordi Almeida        | -                             | Oficial del FBI       |
| Sandra Andreis       | -                             | Oficial del FBI       |
| Phil Bernardin       | -                             | Agente del FBI        |
| Pete Michaels        | -                             | Agente del FBI        |
| Anthony C. Mazza     | -                             | Agente del FBI        |
| Staffan Kihlbom      | -                             | Oficial de la Policía |
| Martin Rutegård      | -                             | Médico                |
| Henrik Knutsson      | -                             | Guardia de Seguridad  |
| Jimmy Lindström      | -                             | Barman                |
| Sven Angleflod       | -                             | Barman                |
| Martin Rutegård      | -                             | Médico                |
| Claes Elfsberg       | -                             | Presentador           |
| Pierre Wilkner       | -                             | Propietario           |
| César Sarachu        | Aram Razai                    | Limpiador             |
| Letitia Ward         | -                             | Mujer                 |
| Ethel Fisher         | -                             | Mujer Adulta          |
| Robert Prowse        | -                             | -                     |

## Producción
La película fue dirigida por Mani Maserrat Agah, y escrita por Cilla Börjlind y Rolf Börjlind (en el guion), basadas en las exitosas novelas de Arne Dahl.
Producida por Martin Cronström y Ulf Synnerholm, en colaboración con los productores ejecutivos Klaus Bassiner, Lars Blomgren, Gunnar Carlsson, Wolfgang Feindt, Lena Haugaard, Lone Korslund, Åke Lundström, Peter Nadermann y Henrik Zein, con el apoyo de las productoras asociadas Sigrid Strohmann y Alex Blakeney (Estados Unidos), el productor en la posproducción Peter Bengtsson y el productor de línea Michael G. Gunther (de Estados Unidos).
La música estuvo a cargo de Niko Röhlcke, mientras que la cinematografía en manos de Andréas Lennartsson y la edición fue realizada por Kristin Grundström, Rickard Krantz y Michal Leszczylowski.
Filmada en Restaurang Tennstopet, Dalagatan 50, Estocolmo, en Suecia y en la Ciudad de Nueva York, Nueva York, Estados Unidos.
La película fue transmitida del 21 de octubre del 2012 con una duración de 3 horas, el 4 de enero del 2012 se estrenó por DVD.
La compañía que participó en la producción fue "Filmlance International AB", mientras que en el 2011 la distribución estuvo a cargo de "Nordisk Film" en DVD en Suecia, en 2012 por "Yleisradio (YLE)" por televisión en Finlandia, en los Países Bajos por "Lumière Home Entertainment" y "Edel Media & Entertainment" en DVD y "Film1" en televisión limitada, finalmente a través de "AXN Mystery" en Japón por televisión. Otras compañías que participaron fue "The Productionservice" (productos de servicios).

### Emisión en otros países
| País         | Título                | Fecha de Estreno                    |
| ------------ | --------------------- | ----------------------------------- |
| Alemania     | Arne Dahl: Böses But  | 4 de noviembre de 2012 (parte 2)    |
| Finlandia    | Arne Dahl: Verikyynel | 21 de octubre de 2012               |
| Japón        | -                     | 11 de abril de 2013                 |
| Países Bajos | -                     | 5 de junio de 2012 (estreno en DVD) |